# Стражица (село)
Стражица (болг. Стражица) — село в Болгарии. Находится в Добричской области, входит в общину Балчик. Население составляет 509 человек.

## Политическая ситуация
В местном кметстве Стражица, в состав которого входит Стражица, должность кмета (старосты) исполняет Шукри Али Шукри (Движение за права и свободы (ДПС)) по результатам выборов правления кметства.